# Hapana
Hapana is een geslacht van vlinders van de familie venstervlekjes (Thyrididae).

## Soorten
- H. carcealis Whalley, 1971
- H. milloti (Viette, 1954)
- H. minima Whalley, 1971
- H. verticalis (Warren, 1899)